# Église Saint-Fraimbault-et-Saint-Antoine d'Épineu-le-Chevreuil
L'église Saint-Fraimbault-et-Saint-Antoine d'Épineu-le-Chevreuil est une église située à Épineu-le-Chevreuil, dans le département français de la Sarthe.

## Historique
L'église d'Épineu-le-Chevreuil a été fondée vers 1060 par Hoël, évêque du Mans, et relevait du chapitre de la cathédrale du Mans. L'édifice est inscrit au titre des monuments historiques depuis le 11 juin 1998.